# City Monitor
City Monitor je projekt a mobilní aplikace bratislavské společnosti QBSW (Quality Business Software) pro komunikaci veřejnosti se samosprávami měst, zejména pro hlášení poruch a závad, uživaný zejména na Slovensku. Bezplatná mobilní aplikace je určena pro vkládání podnětů ze strany veřejnosti, s omezenou funkčností je obdobné rozhraní k dispozici i na webové stránce. Součástí projektu je též webová aplikace pro správu podnětů ze strany samosprávy, resp. městských úřadů či technických správ. Vedlejší funkcí aplikace je též možnost push notifikací, kterými může město informovat uživatele aplikací například o dopravních omezeních, kulturních akcích a podobně. Mobilní aplikace existuje ve verzích pro iOS i Android. Na vývoji projektu údajně rok a půl intenzivně pracovalo 5 lidí. Spuštěna byla koncem roku 2013. Po roce 2015 projekt prakticky stagnuje.

## Zapojená města
Projekt přijímá hlášení pouze pro ta města, která se do projektu zapojila.
Slovenská stránka projektu uvádí k 8. dubnu 2019 celkem 38 měst a obcí zapojených do projektu. Podle článku z 10. července 2015 bylo do projektu zapojených 36 slovenských měst a obcí.
Česká stránka k témuž datu uváděla pouze tři zapojená města, Kroměříž, Liberec a Ústí nad Labem, která se všechna připojila v roce 2015. V Liberci a Ústí nad Labem eviduje zanedbatelný počet podnětů počínaje rokem 2015, z většiny nevyřízených. Fakticky je projekt z českých měst výrazněji propagován pouze v Kroměříži, (kde byl spuštěn na začátku letních prázdnin 2015) a za 4 roky fungování od 27. 7. 2015 do 8. dubna 2019 je evidováno přes 209 podnětů, z toho 75 vyřešených. Starosta Kroměříže Jaroslav Němec se se systémem seznamil při návštěvě partnerského města Nitry.
V roce 2014 provozovatele projektu oslovil partner z  Argentiny a následně francouzský partner, od června 2015 projekt působí v Česku a společnost plánovala vstoupit na španělský trh.

## Funkce
Projekt má běžné funkce obdobných projektů. Jako přílohu je možné přiložit jednu fotografii. 
Přehled nahlášených podnětů je možno zobrazit pro konkrétní vybrané město, přičemž lze volit mezi zobrazením v mapě a zobrazením náhledů v řazení podle data nahlášení. Uživatel vidí v přehledu všechny evidované podněty, nejen ty, které sám podal. 
V aplikace v sekci Moje hlášení uživatel vidí přehled svých vlastních podnětů, a z tohoto přehledu může aktualizovat či korigovat údaje v již zadaných podnětech nebo reagovat na komentáře pracovníka úřadu, resp. samosprávy. K evidovaným podnětům nemohou ostatní uživatelé přidávat žádné komentáře, doplňující informace o aktuálním stavu atd.
Lokalizaci systém standardně navrhuje podle GPS služby mobilního telefonu, je-li aktivována. V osobních nastaveních lze v mobilní aplikaci zvolit možnost automatického načítání GPS souřadnic z metadat fotografie, přičemž polohu lze pomocí mapy manuálně korigovat. Pro manuální výběr místa aplikace využívá Google mapy, ovšem bez možnosti vyhledávání adres nebo objektů pomocí textového vyhledávacího pole. 
Podnět je zadáván v podobě textu, vkladatel jej zařazuje do jedné z několika málo kategorií, např. smetí či osvětlení. Podle těchto kategorií je pak v přehledu lze filtrovat. Vložené podněty mohou mít statusový příznak evidován, v řešení, vyřešen nebo odmítnut, podle tohoto příznaku mohou být rovněž přehledy filtrovány. 
Webová verze formuláře neumožňuje veřejnosti registraci ani osobní nastavení, tj. není možno například ani využít souřadnice z EXIF metadat fotografie. Webová verze vůbec neumožňuje vložit osobní nebo kontaktní údaje odesílatele, tj. lze z ní podnět podat pouze anonymně. 